# Cophyla alticola
Espèce
Synonymes
- Platyhyla alticola Guibé, 1974
- Platypelis alticola (Guibé, 1974)

Statut de conservation UICN

 EN B1ab(iii) : En danger
Cophyla alticola est une espèce d'amphibiens de la famille des Microhylidae.

## Répartition
Cette espèce est endémique de la région Betsiboka à Madagascar. Elle se rencontre dans le district de Tsaratanana entre 2 000 et 2 600 m d'altitude dans les monts Tsaratanana,.

## Description
Cette espèce est mal connue du fait de sa rareté, elle n'est connue que par son holotype qui mesure 38 mm.

## Étymologie
Son nom d'espèce, du latin, altus, « haut » et colus, « habitat », lui a été donné en référence à son aire de répartition située en zone de haute montagne.

## Publication originale
- Guibé, 1974 : Batraciens nouveaux de Madagascar. Bulletin du Museum National d'Histoire Naturelle, sér. 3, Zoologie, vol. 171, p. 1169-1192 (texte intégral).